# Artzenheim
Artzenheim là một xã thuộc tỉnh Haut-Rhin trong vùng Grand Est, đồng bắc Pháp. Xã này có diện tích 9,69 km², dân số năm 1999 là 767 người. Khu vực này có độ cao trung bình 183 mét trên mực nước biển.